# Ceratophyus martinezi
Ceratophyus martinezi là một loài bọ cánh cứng trong họ Geotrupidae. Loài này được Lauffer miêu tả khoa học năm 1909.